# Burg Schreckenstein

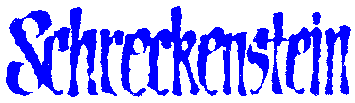
Logo der Originalveröffentlichung

Burg Schreckenstein ist eine Jugendbuchserie von Oliver Hassencamp, geschrieben zwischen 1959 und 1988. Die Serie umfasst 27 Bände, die bis 1993 im Franz Schneider Verlag erschienen sind. Die Illustrationen der Schneider-Auflage stammen größtenteils von Nikolaus Moras. Im Jahr 2000 erschien eine überarbeitete Neuauflage im Omnibus-Verlag; die Illustrationen dieser Ausgabe wurden von Silvia Christoph angefertigt.

## Handlung
Die Serie beschreibt die Abenteuer einer Jungenschule, die aus Raumnotgründen aus Neustadt in die Burg Schreckenstein umziehen musste. Von der neuen Umgebung beeindruckt und in dieser neuen Gemeinschaft, die mit den Lehrern auf engem Raum zusammenlebt, entscheiden sich die Jungen, den Idealen der alten Burgbewohner entsprechend zu leben und sich an die Regeln von Fairness, Ehrlichkeit und Wahrheit zu halten. Seitdem nennen sich die Jungs entsprechend „Ritter“.
Ein fortlaufendes Plot-Element ist der ständige, aber freundschaftliche Kleinkrieg mit den Schülerinnen des Mädcheninternats Schloss Rosenfels, der in Form von – meist nächtlichen – Streichen ausgeführt wird. Oft finden sich aber auch Geschichten, in denen die „Ritter“ gegen die Schüler der Neustädter Schulen Ebert und Franz-Josef antreten, ihren Ruf vor dem Schulamt und der Öffentlichkeit verteidigen und sich gegen Vorurteile behaupten müssen. Ein mehrfach verwendetes Motiv ist auch die Integration neuer Schüler in die „Ritterschaft“, die oft nicht ohne Konflikte abläuft.
Die Bücher erklären nie, wo sich die Burg und ihre Umgebung geografisch befinden; die Ortsnamen deuten aber auf Oberschwaben hin. Das wird besonders im dritten Band der Serie deutlich, in dem Andi und Dampfwalze per Rad durch die Schweiz nach Italien reisen, um dort an einem Radrennevent teilzunehmen. Die Handlung enthält mehrere Referenzen zur Biografie des Autors: Hassencamp besuchte das Internat Schloss Salem, war Mitglied in einer Jazzband und begeisterter Radfahrer.
Die Bücher benutzen die Erzählweise der floating timeline: Obwohl sich zwischen dem Erscheinen der Bücher real teilweise ein Zeitraum von mehreren Jahrzehnten erstreckt, ist einerseits die „Gegenwart“ des gerade erschienenen Buches mit der des Erscheinungszeitpunktes identisch, obwohl andererseits in der Handlung seit den Ereignissen der vorherigen Bücher kaum Zeit vergangen ist. Der Zeitrahmen der Serie „fließt“ also gewissermaßen durch die Zeit. Dies bewirkt nicht nur, dass die Protagonisten (im Unterschied etwa zur Buchreihe Harry Potter) nicht oder kaum altern, und dass sich die einzelnen Schüler stets in derselben (oder doch sehr nahe zusammenliegenden) Jahrgangsstufe befinden, sondern etwa auch, dass ohne weitere Erklärungen modernere Technik Einzug ins Schreckenstein-Universum halten kann.
Das letztliche Schicksal der Burgschule Schreckenstein – bezüglich der öffentlichen Anerkennung durch das Schulamt – ist nach dem Band Geflüster auf Burg Schreckenstein durch den Unfalltod des Autors ungeklärt geblieben.

## Bände
Die einzelnen Bände, aufgeführt nach Erscheinungsdatum:

### Band 1: Die Jungens von Burg Schreckenstein, 1959
Da in Neustadt Schulraumnot herrscht, bietet Graf Schreckenstein von der einige Kilometer entfernten Burg der Stadt seine Räumlichkeiten zum Mieten an. Die Jungen sind von der Atmosphäre auf der Burg beeindruckt und stellen fest, dass Streiche gegen Lehrer an Attraktivität verlieren, wenn man mit denselben Lehrern ständig zusammenlebt. Die Jungen stufen die ursprünglichen Bewohner der Burg, die „Ritter“, als abgehärtete, anständige Kerle ein, die nicht lügen und zu ihren Taten stehen. Ihnen wollen sie nacheifern. Der Schüler Stephan Breuer kommt neu dazu, wird von den anderen als Angeber eingestuft und handgreiflich in seine Schranken innerhalb der Gemeinschaft gewiesen. Als er mit der Hilfe von Lehrer Dr. Waldmann, dessen Tochter Sonja und dem Schüler Ottokar einen Kaufinteressenten für die Burg als Betrüger entlarvt, wird der Schule vom Grafen ein Bleiberecht zugesichert und Stephan in die Gemeinschaft der „Ritter“ aufgenommen.

### Band 2: Auf Schreckenstein geht’s lustig zu, 1960/61
Bei einem Treffen bei Dr. Waldmann und Tochter Sonja erfahren Stephan und Ottokar von der Existenz eines Mädchenpensionats auf der anderen Seite des Sees, Schloss Rosenfels. Sonja Waldmann arbeitet dort seit kurzem als Musiklehrerin. Als sie den letzten Bus verpasst hat, rudern die beiden Schüler sie zeitsparend über den Kappellsee. Dort angekommen, nutzen Stephan und Ottokar die Gelegenheit zum ersten Streich gegen Rosenfels; doch als sie Tage später erfahren, dass zwei Schülerinnen von Rosenfels für die Täterinnen gehalten und bestraft werden, werden Stephan Breuer und Ottokar Schimmerding bei der Schulleiterin Dr. Horn vorstellig und bekennen sich zu der Tat. Die Schulleiterin ist wider Willen beeindruckt, die beiden Schülerinnen dagegen nicht. Das führt über eine Reihe von gegenseitigen Streichen, eine verunglückte Feuerwehrübung der Schreckensteiner und schließlich eine moderne Neuinszenierung der Seeschlacht von Salamis zu einer großen Versöhnungsfeier zwischen den beiden Schulen.

### Band 3: Auf Schreckenstein gibt’s täglich Spaß, 1966
Ein neuer Schüler kommt dazu – Andi, der erst kürzlich in einem Handballspiel zehn Tore von den Schreckensteinern kassiert hatte. Er bringt die Hobbys Indianerspiel und Rennradfahren mit und lebt sich sehr schnell in die Gemeinschaft ein, der er mit einigen außergewöhnlichen Ideen frischen Wind in die Segel bläst. Bei dem Versuch, diese Streiche zu übertrumpfen, gehen Andi und Dampfwalze eines Tages schließlich wortwörtlich zu weit: Sie machen sich auf ihren Rennrädern heimlich auf den Weg nach Italien, um dort für eine Reportage ihrer Schülerzeitung am Fahrradrennen teilzunehmen.

### Band 4: Die Schreckensteiner auf der Flucht, 1969
Weil auf der Burg Schreckenstein die Heizungsanlage ausgefallen ist und die Reparatur längere Zeit in Anspruch nehmen wird, als bei niedrigen Temperaturen gesundheitlich vertretbar ist, werden die Schüler temporär in dem Mädchenpensionat Schloss Rosenfels untergebracht. Diese Maßnahme stößt nicht überall auf Gegenliebe. Die Schüler haben den Eindruck, allen Pflichten als Gast nachkommen zu müssen, aber keinerlei Rechte zu haben. Um zu verdeutlichen, wie sehr ihnen so viel Weiblichkeit stinkt, treten die „Ritter“ in einen längeren Waschstreik. Schließlich bemächtigen die Mädchen sich in ihrer Verzweiflung der Jungskleidung zwecks Waschen. Die Jungen lernen Umdenken, denn auch die Mädchen waren nicht wirklich nach ihrer Meinung zu diesem Wechsel gefragt worden. „Höflichkeit“ wird als Rittertugend neu ins Programm aufgenommen. Ein Faschingsfest bei minus 28 Grad und ein neuer Rekord im Bobfahren mit Lehrerin Böcklmeier runden die Zeit auf Rosenfels ab.

### Band 5: Das Rätsel von Burg Schreckenstein, 1973
Nicht nur auf der Burg verschwinden Sachen, auch auf Rosenfels. Als dann aber auch der „Mini-Ritter“ Eberhard, gefesselt und geknebelt zu Skelett „Paule“ eingesperrt, mitsamt dem Kasten verschwindet, gehen die Schüler vom Belauern zum Angriff über. Sie erfahren dabei die Vorteile der Zwölfgangschaltung eines Rennrads und die Nachteile einer gründlichen Chronik. Drei jugendliche Einbrecher werden auf der Burg nur mühsam dingfest gemacht, denn einer von ihnen beherrscht Elemente aus Judo und Karate. Verblüfft erfahren die „Ritter“ bei dieser Gelegenheit von einem Geheimgang, der zum See hinunterführt. Was anfangs nach Abhauen aus Übermut aussieht, hat häusliche Gewalt als Hintergrund. Die „Ritter“ bemühen sich, eine sinnvolle Lösung zu finden.

### Band 6: Zwei Neue auf Burg Schreckenstein, 1975
Martina und ihr Bruder Beni, ursprünglich als Einbrecher nach Burg Schreckenstein gekommen, werden nun offiziell auf Schloss Rosenfels und auf der Burg als Schüler angemeldet. Der zweite Neue auf der Burg ist Jerry: sportlich, offen und auf Anhieb beliebt. Die drei leben sich jeweils auf ihre Weise ein. Als Beni sich nicht nur als Raucher entpuppt, sondern auch heimlich auf Rosenfels Schnaps brennt, greift der Ritterrat ein und treibt ihm Rauchen und Alkohol in der Folterkammer gewaltsam aus. Die gewählte Methode löst eine Diskussion aus: Wie weit darf ein Schüler Eigenbrötler sein, wie weit ist er der Gemeinschaft verpflichtet?
Fräulein Dr. Horn wird durch Probieren des Rosenfelser Obstbrands besänftigt, sodass Beni ihretwegen auf Schreckenstein bleiben darf. Während Beni dadurch mit den Rittern Frieden schließt, entfernt sich Jerry immer mehr von ihnen.
Der Diebstahl etlicher persönlicher Gegenstände der Ritter und ihr Auffinden auf einer Müllhalde löst eine Prügelei gegen Jerry, Udo, Andreas und weitere Ebert-Schüler in Neustadt mit viel Senf aus; dort, „wo man als junger Mensch alles darf! Auf dem Kinderspielplatz.“
Wegen seiner Beteiligung an den Diebstählen fliegt Jerry von der Burgschule. 

### Band 7: Alarm auf Burg Schreckenstein, 1976
Die Rosenfelserin Beatrix wird von Fräulein Doktor Horn beschuldigt, ihr ein altes, wertvolles Armband gestohlen zu haben, und da es sich nicht wiederfinden lässt, entschließt sich die Leiterin von Rosenfels, das Mädchen der Schule zu verweisen. Aus Protest gegen diese ungerechte Beschuldigung reißt Beatrix’ gesamte Klasse mit ihr aus; doch selbst als die Ritter von dieser Misere erfahren, wollen die Mädchen diesen Fall lieber auf eigene Faust lösen. Diese Zwietracht und die bevorstehende Hochzeit einer ehemaligen Rosenfelserin, bei der Ritter und Mädchen als Gesangschor mitwirken sollen, sorgen bis zum glücklichen Ausgang dieser Geschichte für einige turbulente Entwicklungen.

### Band 8: Graf Dracula auf Schreckenstein, 1977
Eine Filmcrew hat Burg Schreckenstein für Dreharbeiten angemietet, da Graf Schreckenstein die Mehreinnahmen für die Reparatur des Daches braucht. Die Schüler bekommen einen Einblick in die Abläufe von Dreharbeiten und dürfen feststellen, dass ein Schauspieler sich privat von der dargestellten Figur gänzlich unterscheiden kann und die Filmcrew sich auch nicht sehr gastlich benimmt. Daher gilt es für die Ritter, die Filmleute auf den rechten Pfad zu bringen, ohne dabei die Dreharbeiten zu stören.

### Band 9: Verschwörung auf Burg Schreckenstein, 1977
Die Schülerinnen von Schloss Rosenfels müssen wegen Renovierungsarbeiten gezwungenermaßen nach Burg Schreckenstein umsiedeln. Der Direktor der Burg spricht von Demokratie, die Leiterin von Rosenfels dagegen verbietet „nächtliche Unternehmungen, sogenannte Streiche“ einfach per Hausordnung und will Jungen und Mädchen strikt getrennt verwalten. Doch soviel Bevormundung im eigenen Haus reizt den Widerspruchsgeist der Jungen, und die Aussetzung dieser „Hausordnung“ ist eigentlich schon beschlossene Sache. Doch zuerst muss ein interner Kompromiss gefunden werden, als sich die Ritterschaft über ihre neuen Hausgäste zu zerspalten beginnt und besonders Ottokars und Stephans lange Freundschaft unter diesem Zwist leiden muss.

### Band 10: Raub auf Burg Schreckenstein, 1978
Nach einem Sportfest stellt sich heraus, dass einer der jüngeren „Ritter“ fehlt. Nachforschungen ergeben, dass drei Neustädter Schüler, voller Animositäten gegen die „Ritter“, einen Streich mit Menschenraub verwechselt haben. Sie bekommen stattdessen Ärger mit der Polizei, die Schreckensteiner dafür den Mini-Ritter frei und unter „vier Augen“ vom Rex den Auftrag, für die drei Übeltäter einen Streich als Denkzettel zu ersinnen. Daraufhin wird für alle beteiligten Schulen eine große Schnitzeljagd entwickelt, bei der jeder Teilnehmer mit Fairness und Ehrlichkeit nicht nur Marzipan, sondern auch Sympathien gewinnen kann.

### Band 11: Das Burggespenst von Schreckenstein, 1978
Graf Schreckenstein beschließt zwecks Mehreinnahmen, Teile der Burg als Hotel zu nutzen. Der Schulbetrieb wird davon durcheinandergebracht, zumal etliche der Gäste sich weniger wie Gäste, sondern mehr wie Despoten aufführen. Als es dann auch noch zu Diebstählen aus Hotelzimmern und unschönen Anschuldigungen kommt, ziehen die „Ritter“ alle Register, um die wirklichen Schuldigen ausfindig zu machen. Der Graf, von Gästen um einige Erbstücke erleichtert und um eine Erfahrung reicher, beendet das Experiment „Hotel Burg Schreckenstein“.

### Band 12: Spione auf Burg Schreckenstein, 1979
Welchen Streich gegen die Schülerinnen auf Schloss Rosenfels haben die „Ritter“ eigentlich noch nicht gemacht? Wenn man wüsste, worüber die Mädchen reden, wüsste man, womit man sie ärgern könnte … Da kommt die Idee mit den Abhör-Wanzen auf. Als die jüngeren „Ritter“ zeitgleich auf ihr Recht an Treffen in der Folterkammer pochen, werden sie das erste Ziel der Abhöraktion. Jeder hört jeden ab – tarnen und täuschen. Erstmals wird während eines Streichs die Leiterin von Rosenfels mitten in regnerischer Nacht von den großen „Rittern“ schlicht gebeten, ihnen für den Rückweg ein Taxi zu rufen. Wer hätte gedacht, dass sie jemals an einem Streich aktiv teilnehmen würde, bei Kartoffelsalat und Schreckensteiner Wein, der Zu-spät-Lese? Spätestens, als die Schülerschaft ihren Direktor darum bittet, ausschlafen zu dürfen, ist klar: Spionage ist unritterlich.

### Band 13: Dreizehn schlägt’s auf Schreckenstein, 1979
Nach den Ferien finden die Schüler die Zugbrücke hochgeklappt und kommen nicht in die eigene Burg, aber trotzdem pünktlich zum Unterricht; der vom Bürgermeister in ihrer Abwesenheit eingerichtete Campingplatz spült keineswegs nur Geld in die Kasse, sondern auch jede Menge Verpackungsmüll in die nähere Umgebung. Die „Ritter“ Pummel und Eugen bekommen beim Segeltörn zwei neue Tanten und die Ritterschaft die Dinge allmählich in den Griff. Sie haben nämlich etwas gegen die pauschalen Verdächtigungen des Bürgermeisters betreffend mehrere eigenartige, hässliche Vorkommnisse.

### Band 14: Der Zauberer von Schreckenstein, 1979
Eine Serie halbherziger Streiche beschäftigt die „Ritter“: Eine Unterhose von „Dampfwalze“ taucht im Handschuhfach von Dr. Schülers Auto auf, Lampen leuchten nur zur Hälfte, die Armbanduhren der Leichtathletikmannschaft sind nach dem Training alle vertauscht – was soll das? Der allzu fremdwörterfreudige Vortragsgast zum Thema Renaissance ist eine leichte Aufgabe im Vergleich zu diesem „Typ X“, wie die Ritter den unbekannten Verursacher nennen. (Er selbst nennt sich lieber „Der Zauberer“.) Denn Typ X löst auf der ganzen Burg Misstrauen und gegenseitiges Belauern aus – von Gemeinschaft kann keine Rede mehr sein. Zeit für Gegenmaßnahmen.

### Band 15: Das Ritterdrama von Schreckenstein, 1980
Ausgerechnet in der Osterzeit muss die Landschule Burg Schreckenstein unter Quarantäne gestellt werden. Da die Ritter nun ganztägig und ohne ihren regulären Schulbetrieb auf der Burg festsitzen, müssen sie sich etwas Neues einfallen lassen, damit die Langeweile sich nicht bei ihnen festfährt. Die darauf folgenden Fressorgien, eine Osterversteckaktion quer durch die gesamte Burg, eine Feuerwehrübung mit ungewöhnlichen Accessoires und schließlich Schulunterricht in den Ferien bieten nur einen kleinen Auftakt für den wirklich großen Höhepunkt: Das titulare „Ritterdrama von Schreckenstein“.

### Band 16: Eins zu Null für Schreckenstein, 1981
Ein schottischer Verwandter von Graf Schreckenstein kommt auf der Burg zu Besuch. Dieser Nicht-mal-Vorfall gibt den Auftakt zu einem der ausuferndsten Streiche der Schreckensteiner: Sie legen all ihr Geld zusammen, um einen Überraschungsbesuch auf Duncraig Castle, der alten Schule ihres Gastes, zu finanzieren. Denn dort leben Jungen wie sie als Schüler auf einer Burg, wenn auch unter anderen Bedingungen. Die Kälte, die Highland Games und das Essen werden zwar schnell von den Rittern verdaut, doch die ernsten Warnungen vor schottischen Geistern halten die Schreckensteiner dagegen für Angeberei. Zu Unrecht, wie sich herausstellen soll.

### Band 17: Schnüffler auf Burg Schreckenstein, 1981
Ein Retourstreich gegen die Mädchen – die Verbringung ihres Konzertflügels nach Schreckenstein mittels Traktor – wird durch die Erste Hilfe der „Ritter“ nach einem Autounfall polizeibekannt, via Lokalzeitung tendenziös publik gemacht und lässt die Schulbehörde aufhorchen. „Wenn etwas lange gut geht, soll man prüfen, ob es tatsächlich noch gut ist. Sonst wird Tradition zur Schlamperei“, interpretiert der Direktor die Zwei-Mann-Kommission, die im offiziellen Auftrag die Zustände in der Burg überprüfen soll. Das ungeklärte nächtliche Kratzgeräusch, dem nicht einmal mit der neuen Alarmanlage beizukommen ist, stellt nur ein kleines Problem dar im Vergleich zu der Aufgabe, vor diesen Prüfern das „Modell Schreckenstein“ ebenso gelassen wie erfolgreich zu vertreten.

### Band 18: Die Glücksritter von Schreckenstein, 1982
Während die Schüler von Schreckenstein mühsam in Eigenarbeit ihre Burg renovieren, hat man auf Schloss Rosenfels den Spaß am Wetten entdeckt: Fußball-Toto. Mit der Überlegung, dass man dank ihrer Kenntnisse bessere Tippchancen haben könnte, werden die „Ritter“ mit einbezogen – nach Rosenfelser Art: unzuverlässig und zum Nachteil der Jungen. Zwecks z. T. nächtlicher Verhandlungen wird viel über den See gesegelt (mit und ohne Internatsleiterin Horn an Bord), List folgt auf Gegenlist – bis das Unerwartete eintritt: ein Gewinn, und was für einer. Auf Rosenfels geht man damit weniger entspannt um als auf Burg Schreckenstein: Die Jungen gönnen sich in Wampoldsreute ein Festessen, das seines Namens würdig ist. Der Hauptteil ihres Gewinns aber wird in die professionelle Sanierung der Burg fließen.

### Band 19: Die Gruseltour von Schreckenstein, 1982
Ab dem jährlichen Sportfest ist es nicht mehr wie früher: Erst verkündet ein Neustädter Schüler namens Florian ebenso überheblich wie überzeugend, die Schreckensteiner würden dieses Jahr erstmals nicht gewinnen. Dann bleibt Ottokar beim entscheidenden Lauf kurz vor der Ziellinie einfach stehen. Als die „Ritter“ den wahren Grund dafür erfahren, wird ohne langes Überlegen Dampfwalze zum neuen Schulkapitän ernannt. Ein Streich der „Miniritter“ gegen Rosenfels wird rabiat von großen „Rittern“ vereitelt und dabei auch noch fotografisch dokumentiert. Erst durch einen Hinweis von Florians Tante, beruflich Hellseherin, nehmen die Schüler von Schreckenstein die Gelegenheit wahr, sich wieder auf das für sie wirklich Wichtige zu besinnen – ausgerechnet auf dem gruseligen Schloss Rülpshorst und gegen Kräfte, denen mit den üblichen Methoden nicht beizukommen ist.

### Band 20: Der schwarze Schwan von Schreckenstein, 1983
Dass der Inhalt ihrer Kleiderschränke von den Rosenfelserinnen mit fünferlei süßlichen Düften besprüht worden ist, können die „Ritter“ nicht auf sich sitzen lassen. Stephan möchte in dem folgenden nächtlichen Streich Beatrix, der er begegnet ist, heraushalten. Sie aber hat am See eigenartige Vorkommnisse durch einen Lieferwagen mit Neustädter Fahrzeugnummer beobachtet, und ein „Ritter“ lügt nicht. Diese Kombination zeitigt lawinenartig Folgen.

### Band 21: Dicke Luft auf Schreckenstein, 1983
Wenn die Schüler von Burg Schreckenstein gedacht haben, das Feuer im Trakt des Burgherrn würde die größte Aufregung dieses Schuljahr darstellen, haben sie sich getäuscht. Eine fünfköpfige Gruppe aus „Experten im Erziehungswesen“ wird sich das Modell Schreckenstein genauer ansehen – und diese Pädagogen sind wirklich brandgefährlich. Denn leider stellt sich bald heraus, dass diese Experten lediglich ihre bereits vorgefasste Meinung bestätigt zu sehen wünschen und bei der Wahl ihrer Methoden auch gerne zu unlauteren Mitteln wie Diebstahl greifen. Um zu verhindern, dass das Vorurteil der Kommission demnächst als „vor Ort bestätigt gefunden“ in der Fachwelt kursiert und der Ruf ihrer Schule nachhaltig geschädigt wird, müssen die „Ritter“ sich allerhand einfallen lassen. Und das schnell.

### Band 22: Das Phantom von Schreckenstein, 1984
„Nächtliche Turbulenzen“ taufen die Schüler von Burg Schreckenstein die mysteriösen Geräusche: Trampeln, Knarren, Klopfen, die bei Helligkeit schlagartig aufhören. Mauersäge selbst gibt zu, dass ein Schlossgespenst aus seiner Ahnenreihe hinter diesen ganzen Aufregungen steckt; doch erst als die Boys von Duncraig Castle den Schreckensteinern einen Überraschungsbesuch abstatten, kann der Fall des geheimnisvollen Geistes endlich gelöst werden.

### Band 23: Geheimcode Schreckenstein, 1986
Ein neuer Lehrer aus Neustadt, Herr Schaja, der den krank gewordenen Gießkanne vertritt, macht sich durch seine Herumschnüffelei im Ritter-Alltag schnell unbeliebt. Um diese „Schaltuhr“ abzuwimmeln, erfinden die Ritter ein neues Sprachsystem, in dem ihre Botschaften durch Ersatzformulierungen für Nichteingeweihte völligen Unsinn ergeben. Weitere Aufregung verursachen ein deutscher Gastschüler aus dem Orient, der den Spitznamen „Hassan“ bekommt, und die Mädchen von Rosenfels, die zuerst der „Schaltuhr“ einen Denkzettel verpassen wollen und später „Hassan“ kidnappen.

### Band 24: Der bunte Hund von Schreckenstein, 1987
Während die „Ritter“ jetzt, nach den Ferien, einen neuen Streich planen und dabei statt Redewendungen Städtenamen verwenden, haben die Mädchen von Rosenfels sich etwas anderes ausgedacht: Statt ihre neue, außergewöhnlich schöne Mitschülerin Amanda den Rittern bei einer normalen sozialen Gelegenheit vorzustellen, präsentieren sie den Neuzugang mit einem auf Effekt bedachten Auftritt in passender Umgebung. Dass sich Dampfwalze und Andi wegen Amanda zu zerstreiten beginnen, die Schreckensteiner ein paar gedankenlosen Campern einen Denkzettel verpassen wollen und deren Hund bei beiden Schulen zuläuft, verursacht in den nächsten Wochen einige Aufregung rund um den Kapellsee.

### Band 25: Der Sportwettkampf von Schreckenstein, 1987
Die Burgschule Schreckenstein ist zwar offiziell genehmigt, aber nicht zur Abnahme der Abiturprüfung berechtigt. Diese Genehmigung wiederum hat das modernst ausgestattete Collegium Castellum, in dem testweise Jungen und Mädchen gezielt auf ihre Fähigkeiten und zukünftige Berufswahl hin gemeinsam unterrichtet werden. Dass die Schreckensteiner und Rosenfelserinnen von dieser erklärten Eliteschule zu einem Sportwettkampf eingeladen werden, weckt die Hoffnung der Ritter und Burglehrer, sich dem Schulamt gegenüber beweisen zu können. Jedoch stellen sie schnell fest, dass die Castellaner sich an ihrer Modellschule alles andere als vorbildhaft benehmen, und in der Folge entwickelte sich nicht nur der Wettkampf, sondern der gesamte Aufenthalt eher befremdlich und überaus turbulent.

### Band 26: Ritterturnier auf Schreckenstein, 1988
Ein medizinischer Quarantänefall in Neustadt, der sich aber schnell als übler Streich herausstellt, bringt die Ritter wegen ihrer Tendenzen zur Streichmacherei in Teufels Küche mit den örtlichen Behörden. Jedoch findet der Täter sich nicht in ihren Reihen, sondern ausgerechnet bei den Mädchen von Rosenfels, und die Ritter müssen nun Akkordarbeit leisten, um sowohl den Verdacht gegen sich selbst zu entkräften als auch die wahren Beteiligten (die den Streich ohne böse Absicht, aber mit den falsch ersonnenen Konsequenzen) eingeleitet haben, zu schützen. Und was wäre in dem Fall besser, als die Verdächtiger zu einem großen Turnierspiel auf die Burg einzuladen?

### Band 27: Geflüster auf Burg Schreckenstein, 1988
Im neuen Trimester wird es zunehmend gesellig um den Kapellsee: Ritter und Mädchen suchen paarweise einander auf, um ihre persönlichen Beziehungen weiter zu vertiefen. Jedoch bleibt eine der Rosenfelserinnen bei dieser Gelegenheit auf der Strecke: Beatrix, die vor kurzem ihren Liebling Stephan ausgerechnet an ihre Freundin Anke verloren hat. Vom Neid zerfressen beginnt sie nun an beiden Schulen zu intrigieren und bereitet dadurch dem Geisterseher Florian, dem neuesten Schüler auf Schreckenstein, enorme Probleme, auf der Burg Fuß zu fassen.

## Figuren

### Die Ritter
Ottokar
(Voller Name: Ottokar Schimmerding)
Als ältester der Jungen ist Ottokar auch der Schulkapitän, der als eine Art Schulsprecher die direkte Verbindung zwischen den Schülern und dem Rex ist. In dieser Rolle wurde er nur zweimal (kurzzeitig) abgelöst: Von Dampfwalze (als Ottokar einen Anfall von Selbstzweifel hatte) und Beni (als „Ferienkapitän“). Er ist Mitglied des Ritterrats und teilt sich zumeist ein Zimmer mit Stephan, Walter und Fritz.
Ottokar ist im Umgang mit elektronischer Technik bestens versiert – seine Eltern besitzen ein Elektro-Fachgeschäft in Neustadt – und übernimmt daher oft die technischen Aufgaben bei der Streichausführung. Außerdem ist er in der Athletik-Mannschaft der Burg als Staffelläufer, Hochspringer und Weitspringer vertreten und spielt in der Horror Rock Jazz Band als Schlagzeuger mit.
Ottokar unterhält eine enge Freundschaft mit Stephan, Doktor Waldmann und dessen Tochter Sonja. Mit der Rosenfelserin Sophie ist er enger befreundet, allerdings haben die beiden (ähnlich wie Stephan und Beatrix) keine offen ausgesprochene Partnerbeziehung.
Stephan
(In einigen Bänden auch Stefan; voller Name: Stephan/Stefan Breuer)
Stephan ist der erste in der Serie erfasste Neuankömmling auf Schreckenstein. Nach einigen Einführungsschwierigkeiten ist er schnell zu einem vollwertigen „Ritter“ herangereift und ist eines der Mitglieder des Ritterrats, Chef der Schulfeuerwehr und Begründer und Akkordeonspieler in der Horror Rock Jazz Band. In der Leichtathletik vertritt er die Schule im Diskuswerfen, Kugelstoßen und Staffellauf.
Er unterhält eine enge Freundschaft mit Ottokar, wobei er die kreativere Seite des Duos ist, und dem Lehrer Doktor Waldmann und dessen Tochter Sonja, mit denen er und Ottokar sich mindestens einmal pro Trimester zum Kuchenessen treffen. Für den Hauptteil der Serie hat er ein enges freundschaftliches Verhältnis mit dem Rosenfelser Mädchen Beatrix, doch gegen Ende der Reihe wechselt sein Interesse zu Anke.
Dampfwalze
(Richtiger Name nicht bekannt; einer seiner drei Vornamen ist Uwe)
Als einer der älteren Jungen der Burg ist Dampfwalze der Stärkste unter ihnen. Die Muskelmasse scheint jedoch seiner Denktätigkeit (oder zumindest deren Geschwindigkeit) zu schaden; jedenfalls ist er keiner der intellektuellsten „Ritter“, obwohl er auch seine kreativen Glanzmomente hat. Dies hat ihm auch den weiteren Spitznamen „Muskelprotz mit Spatzenhirn“ eingebracht.
Dampfwalze hat die Angewohnheit, bei größter Verwunderung oder einer ähnlichen emotionalen Aufwühlung ein Gesicht zu ziehen, das von „Rittern“ und Rosenfelserinnen „Karpfenblick“ genannt wird. Er besitzt die meisten Dietriche der Ritterschaft, sowohl für die Burg als auch für Rosenfels.
In der Schulmannschaft ist er als Kugelstoßer, Hammer- und Diskuswerfer aktiv, und er ist ein Ritterratsmitglied. Er teilt ein Zimmer mit Andi, Klaus und Dieter. Er hat eine jüngere Schwester, und seiner Mutter gehört die Neustadter Wirtschaft Zum Guten Tropfen, die auch ein beliebter Stammtisch der Lehrer aus allen Schulen der Umgebung ist.
Für lange Zeit hat er ein romantisches Interesse an Ingrid, das jedoch unerwidert bleibt. Gegen Ende der Serie findet er in Beatrix eine Seelenverwandte.
Mücke
(Richtiger Name unbekannt)
Obwohl der Kleinstgewachsene unter den führenden „Rittern“, ist Mücke ein respektiertes Mitglied des Ritterrats wegen seiner schnellen Denkweise und verbalen Schlagfertigkeit. Diese Eigenschaften machen ihn auch zum Chefredakteur der Schulzeitung und Chronik Wappenschild.
Er hat eine Zwillingsschwester namens Ingrid, die in Schloss Rosenfels zur Schule geht. Obwohl sie keine eineiigen Zwillinge sind, ist ihre Ähnlichkeit (schwarzes kurzes Haar) doch so frappierend, dass dies schon oft für Streiche hergehalten hat.
Andi
Der zweite registrierte Neuzugang auf Schreckenstein. Sein Vater wurde nach Neustadt versetzt, um dort Polizeichef zu werden. Er steht in diesem Amt den „Rittern“ in einigen Abenteuern bei.
Andi kam zunächst auf die Ebert-Schule, aber wegen schulischer und kameradschaftlicher Probleme wurde er schließlich nach Schreckenstein versetzt, wo er bald wegen seines Einfallsreichtums zum „Ritter“ befördert wurde. Er ist Mitglied im Ritterrat und in der Schulzeitung Wappenschild und ist auch als Trompeter in der Horror Rock Jazz Band vertreten.
Er begeistert sich für Radrennen und hat diesen Sport bei der Ritterschaft eingeführt und speziell Dampfwalze dafür begeistert, was die beiden zu guten Freunden gemacht hat. Außerdem hatte er eine Begeisterung für Indianer – die „Ritter“ hatten ihm den Spitznamen „Häuptling Felgenbremse“ gegeben –, die er aber auf Schreckenstein schnell verloren hat. Er findet sich romantisch mit Amanda, dem schönsten Mädchen von Rosenfels, zusammen.
Klaus
Der Witzbold unter den Schreckensteinern steht in seiner Schlagfertigkeit nur Mücke nach und hat fast immer einen lockeren Spruch auf den Lippen. Er sitzt auch im Ritterrat und ist als Athlet bei den Mittelstreckenläufern vertreten. Unter den Rosenfelserinnen findet er in der munteren Isabella seine Partnerin.
Dieter
Zimmergenosse und fast stetiger Begleiter von Klaus. Er hat ein Talent zur Stimmenimitation und ist als Speerwerfer in der Schulmannschaft. Auch er ist Teil des Ritterrats.
Hans-Jürgen
Der Dichter der Ritterschaft. Er ist Protokollführer im Ritterrat und für die Rubrik Betrachtungen zum Zeitgeschehen in der Redaktion Wappenschild verantwortlich. Außerdem spielt er in der Horror Rock Jazz Band die Flöte.
Die Mini-Ritter
Diese Bezeichnung für die vier jüngsten der Original-Schreckensteiner umfasst die Namen Herbert, Eberhard, Kuno und Egon. Obwohl als die „Kids“ der Burggemeinschaft angesehen, haben sie doch ebenso viel Streichenergie wie die Großen und haben in vielen Situationen Talent bewiesen. Wenn doch mal was schiefgeht, sorgen sie für den Comic Relief in der Serie.
Pummel und Eugen
(Pummels wirklicher Name nicht bekannt)
Das wohl unzertrennlichste Paar bei den „Rittern“. Beide sind die praktischen Techniker von Burg Schreckenstein und talentierte Segler; mit ihrem selbstgebauten Boot kreuzen sie so oft es geht über den Kappellsee. Beide machen in der Schulmannschaft bei den Mittelstreckenläufern mit. Pummel ist außerdem noch für den Schreckensteiner Bootssteg und die Boote selbst verantwortlich, was ihm den Titel Wasserwart eingebracht hat. Eugens Vater ist Architekt.
Strehlau
(Voller Name: Horst Strehlau)
Der Muster- und beste Schüler der Burg wegen seines hohen IQ und seines photographischen Gedächtnisses (daher sein Spitzname „Computer“). Ursprünglich ein Muttersöhnchen, hat Strehlau auf der Burg mehr Selbstsicherheit und sein musikalisches Talent entwickeln können; als Pianist spielt er sowohl bei der Horror Rock Jazz Band als auch im Duett mit Fräulein Böcklmeier. Außerdem kann er Orgel spielen, auch dies macht er manchmal mit Fräulein Böcklmeier. Bei der Leichtathletik fungiert er als Schiedsrichter und ist  sehr gut im Handball.
Walter und Fritz
Walter und Fritz sind beide Zimmergenossen von Ottokar und Stephan. Fritz ist als der Seltenfröhlich bekannt, der mit seinem Markensatz „Es ist nicht mehr wie früher“ ständig irgendetwas auszusetzen hat, während Walter für seinen Freund den Gegenpol spielt. Fritz ist außerdem Mittelstreckenläufer in der Schulmannschaft und spielt gerne mit Walter Schach. – In Band 9 (Verschwörung auf Burg Schreckenstein) werden an einer Stelle („Zu Wasser uns zu Land“) die Namen Werner und Erich als Zimmergenossen von Ottokar und Stephan genannt.
Beni
Der dritte registrierte Neuzugang auf Schreckenstein. Er und seine ältere Schwester Martina waren mit Jerrys Hilfe ihrem gewalttätigen Vater, einem Judo- und Karatetrainer, der auch Polizisten ausbildet, entkommen, um Hilfe bei Jerrys Onkel, einem Rechtsanwalt aus Neustadt, zu suchen. Da er jedoch zu der Zeit abwesend war, versteckten sich die drei vor der Polizei auf Burg Schreckenstein. Nachdem sie von den „Rittern“ erwischt worden waren und ihnen ihre Situation geschildert hatten, wurden sie von ihnen unterstützt, und Beni und Jerry wurden auf Schreckenstein aufgenommen.
Nach einigen Eingewöhnungsproblemen – und einer Lektion durch die „Ritter“ – wurde Beni schließlich ein voller „Ritter“, während Jerry nach einem hinterhältigen Streich gegen die Ritterschaft – zu dem er von den Neustädter Schülern Udo und Andreas angestachelt wurde – rausgeworfen wurde. Beni hat sich seitdem als ein sehr ideenreicher Bursche erwiesen und hat sogar Ottokar einmal als „Ferienkapitän“ kurzzeitig abgelöst.
Florian
Ehemals Schüler der Franz-Joseph-Schule in Neustadt, ist er gegen Ende der Serie nach Schreckenstein übergewechselt. Aber schon davor war er den „Rittern“ bekannt: erst als Superathlet im 400-Meter-Lauf, dann als Vermittler für seine übersinnliche Tante und schließlich als uneigennütziger Kamerad. Zuerst von Unsicherheit und Beatrix’ Machenschaften geplagt, hat er doch mit Dampfwalzes Hilfe bei den „Rittern“ Anschluss gefunden und sich als wertvolle Ergänzung erwiesen. Gegen Ende des letzten Bandes der Serie wird er zum „Ritter“ geschlagen.
Florian hat eine Tante, genannt Madam Thekla, die als Hellseherin berühmt ist. Durch sie hat Florian seine eigene übersinnliche Wahrnehmung entdeckt und schon einige parapsychische Abenteuer erlebt. Er ist auch der einzige in der Familie, der ihr die Stange hält; alle anderen bezeichnen sie als Scharlatanin.
Florian und Madam Thekla haben ihren Auftritt in einer eigenen Miniserie, die ebenfalls von Oliver Hassencamp geschrieben wurde:
- Band 1: Florian der Geisterseher (1979)
- Band 2: Florian auf Geisterreise (1980)
- Band 3: Florian und das Geisterhaus (1981)

Emil
Ein Schüler der Schreckensteiner Mittelstufe. Er hat sich als bester Lassowerfer und schnellster Schwimmer („Delphin von Schreckenstein“) hervorgetan.
Ralph
Ebenfalls ein Mittelstufler. Er ist als „Adlerauge“ durch seine extrem guten Augen bekannt. Seinen Eltern gehört das Eiscafé Capri in Neustadt.
Armin
Ein Mini-Ritter, der gerne und bei jeder Gelegenheit auffallen möchte (was er in der Folge Der Zauberer von Schreckenstein auch richtig auslebt). Sein Vater ist in der Getränkeindustrie tätig.
Dolf, Olf, Rolf und Wolf
Trotz ihrer gleichklingenden Namen scheinen diese vier nicht verwandt zu sein. Wolf ist durch seine unstillbare Neugierde bekannt.
Martin
Ein Mittelstufler, und der Jähzornigste der Ritterschaft. Er ist zudem Hundenarr.
Udo
Ein Mini-Ritter, der gegen Ende der Serie aus dem Mini-Ritterquartett Kuno, Herbert, Egon und Eberhard ein Quintett macht.
Weitere Ritter
Es werden mitunter weitere Ritter erwähnt, allerdings nur vereinzelt: Gustav, Olaf, Anatol, Benedikt, Werner, Konrad (alle in Band 10: Raub auf Burg Schreckenstein).

### Die Horror-Rock-Jazz-Band
Die Burgband wurde von Stephan gegründet. Sie besteht aus Stephan (Akkordeon und E-Gitarre), Ottokar (Schlagzeug), Strehlau (Klavier), Hans-Jürgen (Flöte), Oskar (Gitarre), Rolle (Bassgeige), Andi und später auch Florian (Trompete). Der Name ist quasi die Übersetzung von Schreckenstein: Horror – der Schrecken, Rock – der Stein, der Fels.
Hin und wieder bei gemeinsamen Festivitäten singt Sonja Waldmann als „Stimme“ der Band und wird nicht nur von Schießbude dafür verehrt.

### Die Burglehrer
Der Rex
(Wirklicher Name: Herr Direktor Meyer)
Als Direktor der Burgschule erfüllt der Rex auch gleichzeitig die Rolle des „offiziellen Schreckensteiners“. Auch er und der Rest der Lehrerschaft haben sich an das Burgleben angepasst und unterstützen die Schreckensteiner bei ihren Streichen. Wenn es Probleme mit äußeren Parteien gibt – ganz besonders mit Fräulein Doktor Horn – zeigt der Rex außergewöhnliche Geduld und diplomatisches Geschick.
Aus diesen Gründen ist es bei den „Rittern“ ungeschriebener Konsens, dass ohne den Rex Schreckenstein praktisch nicht existieren kann, und jeder von ihnen unterstützt ihn nach Kräften, wenn es zu Problemen kommt. Er unterrichtet die Fächer Französisch und Geschichte und trägt wegen seiner Kurzsichtigkeit eine Hornbrille.
Doktor Waldmann
Einer der beliebtesten und vielseitigsten Lehrer auf der Burg. Er ist sogar mit Stephan und Ottokar befreundet, mit denen er sich – zusammen mit seiner Tochter Sonja – mindestens einmal pro Trimester zum Kuchenessen trifft. Er unterrichtet Deutsch und Geschichte und ist als Stimmenimitator sehr begabt. Außerdem ist er weitsichtig.
Waldmann ist verwitwet (was in der Originalausgabe des ersten Bandes der Serie jedoch nicht angesprochen wird), und seine Tochter Sonja unterrichtet auf Schloss Rosenfels.
Schießbude
(Richtiger Name unbekannt)
Der jüngste Lehrer auf der Burg unterrichtet Geographie und Mathematik. Seine größte Schwäche ist seine vielbelächelte Zuneigung zu Sonja Waldmann, der Tochter seines Kollegen.
Doktor Schüler
Wegen seines Faches und seiner Vorliebe für schnelle Wagen – er besitzt selbst einen Sportwagen – hat er den Spitznamen „Der rasende Lateinlehrer“ bekommen. Seine gewöhnliche Unterrichtsmethode besteht darin, mit seiner Klasse in Lateinisch seiner zweiten Leidenschaft nachzukommen: dem Schachspiel. Anders als die meisten anderen Lehrer wohnt er nicht auf der Burg, sondern in Wampoldsreuthe.
Rolle
(Richtiger Name: Herr Türk)
Der Sportlehrer auf der Burg hat seinen Namen wegen seines mustergültigen Sprungstils beim Hochsprung. (Der Rollsprung war zu Beginn der 1960er Jahre die bevorzugte Sprungtechnik. Der heute übliche Fosbury-Flop kam erst 1968 auf.) Bei seinem wirklichen Namen nennt ihn wohl kein „Ritter“. Er spricht fließend schottisches Englisch und ist der einzige Lehrer, der (mit Bassgeige) bei der Horror Rock Jazz Band mitspielt.
Gießkanne
(Richtiger Name unbekannt)
Ursprünglich der Musiklehrer, hat er wegen seiner künstlerischen Begabung auch den Kunstunterricht zugeteilt bekommen. Auch er wohnt in Wampoldsreuthe und kommt mit einem alten Zweitakter zur Burg.
Herr Seybold
Zeichenlehrer. Wird nur im 1. Band erwähnt. Ist nach Neustadt zurückgekehrt, weil er „außer Bleistiftspitzen keine weiteren Fähigkeiten hatte“.

### Weitere Burgbewohner
Mauersäge
(Richtiger Name: Bodo Graf von Schreckenstein)
Der alte Burgherr, der den Schreckensteinern den Südflügel seiner Burg als Schule zur Verfügung gestellt hat, wohnt im Nordflügel der Burg zusammen mit dem Butler Jean und dem Schäferhund Harro (einige Male auch Hasso genannt). Er besitzt noch Schloss Rosenfels und zahlreiche Ländereien um den Kapellsee, an dem Schreckenstein und Rosenfels liegen.
Seinen Spitznamen, dem die „Ritter“ ihm gegeben haben, verdankt der Burgherr seiner großen und dünnen Nase, der er auch die Eigenart verdankt, beim Sprechen immerfort einen knacksenden Laut zu erzeugen, den die „Ritter“ als „Schalten“ bezeichnen.
Nach einigen Anfangsschwierigkeiten hat der Graf die Jungen als Teil seiner Familie akzeptiert und beteiligt sich auch oft bei ihren Streichen – sei es vonseiten seiner adligen Autorität oder als Liaison mit Fräulein Doktor Horn, die eine offene Schwäche für ihn hat. Er hat eine sehr große Familie, die sogar einen Zweig in Schottland hat. Namentlich bekannte Vertreter sind u. a. Ian McHarris und Irmintraut von Rülpshorst (unter den „Rittern“ und Hühnern als die „Rülpshexe“ bekannt).
Jean
(Richtiger Name: Hans oder Johann)
Graf Schreckensteins Hausdiener. Da dieser sehr auf Vornehmheit bedacht ist, benutzt er als Anrede die französische Version seines Namens. Mit den „Rittern“ kommt er nicht so oft in Kontakt.
Heini
Als Schulkoch für das leibliche Wohlergehen der „Ritter“ verantwortlich, muss er in der Küche oft Überstunden schieben, da die „Ritter“ jeden Tag eine Menge verschlingen. Der Schule ist er von Dampfwalzes Mutter vermittelt worden.
Paule
Der einzige Langzeit-„Bewohner“ auf Schreckenstein ist ein Skelett, das mit rostiger Sense in einem Spezialschrank in der Folterkammer haust und nur dann herauskommt, wenn man vor dem Richtertisch auf eine bestimmte Leiste im Boden tritt. Obwohl er nicht aktiv am Geschehen in der Burg teilnehmen kann, hat Paule durch sein gruseliges Erscheinen den „Rittern“ schon so manchen Dienst erwiesen. Hinter seinem Kasten befindet sich eine Geheimtür, die zu einem (inzwischen zugemauerten) Fluchtstollen vom Burgfried zum Ufer des Kappellsees führt.

### Rosenfelserinnen („Hühner“)
Beatrix
(Voller Name: Beatrix Lebkowitz)
Eines der älteren Mädchen auf Schloss Rosenfels, und Teil eines Streiche-Trios, das ihre Freundinnen Sophie und Ingrid einschließt. Die blonde Beatrix hat ein hitziges Gemüt, was ihr manchmal große Schwierigkeiten bereitet. Sie ist aber auch sehr einfallsreich. Wegen ihrer Frisur wird sie in den Büchern oft als Wuschelkopf bezeichnet.
Sie spielt gerne Akkordeon und über diese Leidenschaft hat sie sich mit Stephan angefreundet. Als Anke als Neue in die Reihe kommt, beginnt Stephan sich mehr für sie als für Beatrix zu interessieren, was bei Beatrix zu Eifersucht führt, weshalb sie kurzzeitig nicht Herr ihrer Sinne ist und auf Schloss und Burg intrigiert. Letztendlich wird ihr der Kopf aber wieder zurechtgerückt und sie wird wieder die alte Beatrix. In Dampfwalze findet sie am Schluss der Serie ihren Seelentröster.
Sophie
Die Besonnenste des Trios, das ihre Freundinnen Beatrix und Ingrid einschließt. Sie ist bei den Streicheplanungen der Mädchen eine mäßigende Stimme. Am bekanntesten ist sie dadurch, dass sie über die ganze Serie eine Schwäche für den Schreckensteiner Schulkapitän Ottokar hegt; sie hat sogar ein Foto von ihm im Silberrahmen auf ihrem Tisch.
Ingrid
Die schlagfertigste und frechste des Rosenfelser Streichetrios mit Sophie und Beatrix. Sie ist Mückes Schwester, und sowohl im Aussehen als auch im Geiste sein Ebenbild.
Dampfwalze schwärmt für sie. Sie bringt ihm aber im besten Falle heitere Kameradschaft entgegen. Stattdessen beginnt sie sich im letzten Band der Reihe für den Neuling Florian zu interessieren.
Amanda
Die zweitletzte registrierte Neuschülerin auf Rosenfels. Als das schönste Mädchen unter den Hühnern mit dunklem Haar und blauen Augen hat sie am Anfang sehr intensives Interesse vonseiten der „Ritter“ „gewonnen“, besonders von Andi und Dampfwalze, die so kurzzeitig zu Rivalen werden, worunter ihre Radfahrer-Freundschaft zeitweise heftigst litt. Romantisch hingezogen fühlt sie sich zu Andi.
Amanda spielt Flöte im Schulchor und ist eine sehr gute Schwimmerin.
Martina
Martina, die Schwester von Beni, kam als erste Neue nach Schloss Rosenfels. Sie kann Karate und Judo und nutzt dies auch öfter bei Streichen aus. Besonders Dampfwalze als stärkster Schreckensteiner ist sauer, wenn Martina ihn mit einem simplen Karategriff flachlegt. Gemeinsam mit Esther und Doris ist sie als eine der drei Kratzbürsten bekannt.
Zusammen mit ihrem Bruder und dessen damaligem Freund Jerry ist sie ihrem gewalttätigen Vater weggelaufen, um bei Jerrys Onkel Hilfe zu suchen. Da dieser zu der Zeit aber nicht anwesend war, versteckten sich die drei auf Schreckenstein und hielten sich bis zu seiner Rückkehr notgedrungen mit Diebstählen über Wasser. Nachdem sie von den Schreckensteinern erwischt und unterstützt worden waren, erhielt sie einen Platz in Rosenfels. Martinas hitziges Temperament hat allerdings mehr als einmal für Probleme gesorgt, was am Ende eines Abenteuers beinahe zu einem Rausschmiss geführt hätte.
Anke
Der letzte registrierte Neuzugang auf Rosenfels. Ursprünglich war sie Schülerin im Collegium Castellum, einem vom Staat eingerichteten Modell-Internat, das den Jugendlichen alle Freiheiten lässt, die sie mit der Zeit auch weidlich ausnutzen. Als die Schreckensteiner und Rosenfelserinnen zu einem Sportwettkampf zum Castellum kommen, findet Anke Gefallen an ihrer Kameradschaft untereinander und besonders an Ottokar und Beatrix. Als die Gäste nach Abschluss der Spiele und einer Prügelnacht mit den Castellanern wieder heimfahren, fährt sie impulsiv als blinder Passagier mit.
Später wird Anke zum Mittelpunkt eines üblen Streichs, den sich die Zwerghühner ausgedacht haben, und nur dem Akkordeinsatz der „Ritter“ ist es zu verdanken, dass sie auf Rosenfels bleiben kann. Nachdem Ottokar, für den sie sich interessierte, ihre Aufmerksamkeit nicht mehr als freundschaftlich erwiderte, verbindet sie sich mit Stephan, der schon im Castellum ein reges Interesse an ihr gezeigt hat.
Anke hat eine sehr weiche, dunkle Stimme, und sie spricht fließend Englisch, so dass sie nicht am Unterricht in der Sprache teilnehmen muss.
Die Zwerghühner
Das Pendant zu den Mini-„Rittern“ von der Burg stellen auf Rosenfels die drei Zwerghühner Johanna, Karin und Ilse dar.
Weitere öfter auftretende Mädchen
- Esther und Doris, die wildesten Mädchen – zusammen mit Martina – von Rosenfels. Ihre handgreifliche Art hat den dreien den Titel „Kratzbürsten“ eingebracht.
- Renate, besonders für ihre Neugierde bekannt
- Bettina, Constanze und Isabell, die drei gemäßigsten Mädchen auf Rosenfels
- Sabine
- Eva mit dem sechsten Sinn
- Elke
- Irene
- Fides die Unke, Fritz’ weibliches Gegenstück
- „Bandwurm“ Marie-Luise, ein eigentlich attraktives aber gefräßiges Mädchen

### Die Rosenfelser Fakultät
Fräulein Doktor Horn
(Voller Name: Doktor Adele Horn; von „Rittern“ und Hühnern kurz „FDH“ oder einfach nur „die Horn“ genannt)
Die Direktorin des Rosenfelser Internats erfüllt die Rolle der ältlichen Jungfer und konservativen Miesmacherin in der Serie. Ständig ist sie bereit, ihr Missfallen über alle möglichen Situationen (insbesondere, was Schreckenstein betrifft) zum Ausdruck zu bringen. Trotz ihrer ständigen Kritik an dem Schreckensteiner Schulsystem bewundert sie es insgeheim, und trotz ihres grantigen Wesens sorgt sie sich doch sehr um ihre Mädchen (es wurde sogar einmal prophezeit, dass sie in ferner Zukunft womöglich als Geist in Rosenfels spuken würde).
Der Rex und die „Ritter“ kennen ihre Einstellung ihnen gegenüber und haben auch einiges gegen sie aufzufahren: der Rex eine Eselsgeduld, die „Ritter“ Höflichkeit und Mauersäge, für den Fräulein Horn eine offene Schwäche hat. Da ihre Nase ähnlich aussieht wie die des Grafen, wird sie oft scherzhaft als seine Schwester parodiert.
Fräulein Doktor Horn kommt aus dem Bergischen Land.
Sonja Waldmann
Die junge Tochter des Schreckensteiner Lehrers hat Gesang studiert, bevor sie als Lehrerin nach Rosenfels kam. Dort ist sie wegen ihrer Jugend und ihres kumpelhaften Auftretens sehr beliebt bei den Mädchen, die sie auch oft bei ihren Streichen gegen die „Ritter“ um Rat fragen. Ihre größte Furcht ist allerdings die, dass Fräulein Doktor Horn sie eventuell rauswirft.
Sie hat ein sehr gutes Verhältnis zu ihrem Vater, den sie so oft es geht besucht, und zu den „Rittern“ Stephan und Ottokar, denen sie mindestens einmal pro Trimester einen selbstgebackenen Kuchen vorbeibringt. Auch beim Rest der Schreckensteiner ist sie sehr beliebt, und sie ist das ständige Objekt der Aufmerksamkeit von Schießbude, dem jüngsten Lehrer der Burg.
Fräulein Böcklmeier
Die rundliche Lehrerin mit dem stets sonnigen Gemüt unterrichtet Geographie und Englisch. Sie steht sowohl bei den Rosenfelserinnen als auch bei den „Rittern“ hoch im Kurs. Sie nimmt nichts übel und lässt sich auch von den Streichen der „Ritter“ nur sehr selten aus dem Konzept bringen. Sie ist eine talentierte Klavierspielerin, und wann immer die Gelegenheit da ist, spielt sie vierhändig mit „Ritter“ Strehlau am Flügel oder auch noch mit vier Füßen Orgel.

### Andere Figuren
Udo, Jerry und Andreas
Die „drei Langen“ von der Ebertschule sind die größten Rivalen der Schreckensteiner, aber letztendlich in Witz und Schlauheit ihren Gegnern weit unterlegen. Jerry war selbst einmal Schreckensteiner, hat sich aber schließlich aus der Gemeinschaft ausgeschlossen und wurde nach einem üblen Streich gegen die „Ritter“ rausgeworfen (siehe Beni und Martina). Er wohnt jetzt bei seinem Vetter Udo, dessen Vater Rechtsanwalt für Jugendfälle ist und daher ziemlich wohlhabend in einer Villa residiert.
Andreas ist der ältere Bruder von Jens, Florians Freund von der Franz-Joseph-Schule.
Bürgermeister Karl Kress
Er ist der Bürgermeister von Wampoldsreuthe – wegen seines Glatzkopfes hat er den Spitznamen „Der führende Glatzkopf der Gemeinde“ – und betreibt dort eine Gaststätte mit angeschlossenem Campingplatz. Oft genug hat er seinen Ärger mit den „Rittern“, wenn bei diesen was danebengeht, aber sie sind auch gute Kunden bei ihm und haben bei einigen Situationen ihm schon große Dienste erwiesen.
Schreinermeister Schrimpf
Er ist alt und schwerhörig, aber trotzdem ein wohlgeachtetes Mitglied in Wampoldsreuthe und bei den „Rittern“ (die zum Teil auch das Schreinern bei ihm gelernt haben). Seine älteste Tochter Elfriede, eine exzellente Köchin, hilft oft bei Empfängen und Tafelungen bei Mauersäge aus.
Friseur Karle Bächle
Ihm gehört der Friseursalon in Wampoldsreuthe, der sowohl von den Schreckensteinern, als auch von den Rosenfelserinnen aufgesucht wird. Seine Tochter Bärbel, im Allgemeinen Bäbä genannt, ist mit Udo aus Neustadt verheiratet.
Bauer Läptig
Er ist Landwirt in Wampoldsreuthe. Ihm gehören zahlreiche Felder und auch ein Stück vom Wald. Bei den „Rittern“ ist er beliebt, weil er den „Rittern“ gelegentlich diverse Utensilien für einen Streich ausleiht.

## Orte

### Burg Schreckenstein
Allgemein
Die Burg ist eine internatsähnliche Einrichtung. Weil damals die alte Schule in Neustadt zu klein geworden war, hat Bodo von Schreckenstein einen Teil seiner Burg angeboten. In den Flügeln um den Burghof herum ist die Schule untergebracht, während Graf Schreckenstein die Flügel um den Sternenhof bewohnt. Die einzige Verbindung zwischen den beiden Gebäudeteilen ist der Rittersaal.
Prinzengarten
Eine symmetrisch angelegte Gartenanlage. Hier findet der morgendliche Dauerlauf der „Ritter“, wie sich die Jungen nennen, statt.
Sportplatz
Der Sportplatz wurde von den „Rittern“ selbst angelegt und wird regelmäßig gepflegt. Fast täglich wird die Anlage, nicht zuletzt von der hoch trainierten Leichtathletik-Mannschaft, benutzt.
Bootshaus
Das Bootshaus fasst die Schreckensteiner Ruderboot-Flotte. Zum Bootshaus gehört natürlich auch ein Steg. Hier liegt üblicherweise auch das Eigenbau-Segelboot von Pummel und Eugen. Die Pflege der Einrichtung und der Boote obliegt Wasserwart Pummel.
Ländereien
Zur Burganlage gehören auch einige Felder, die im „Bauerndienst“ von den „Rittern“ bewirtschaftet werden.

### Schloss Rosenfels
Allgemein
Schloss Rosenfels ist ein Mädchen-Internat. Es liegt direkt gegenüber der Burg Schreckenstein, auf der anderen Seite des Kappellsees. Es handelt sich dabei um einen zweigeschossigen, rosafarbenen und quadratischen Bau, der an jeder Ecke einen schlanken Turm besitzt und in der Mitte eine Art Atrium.
Wirtschaftsgebäude
Mehrere Wirtschaftsgebäude – eine Remise (Wagenschuppen) und Stallungen gehören zu Schloss Rosenfels. Hier wohnten die Jungen kurzzeitig, weil auf der Burg die Heizung defekt war.
Hafen
Der Rosenfelser Hafen befindet sich, von der Seeseite aus, versteckt hinter Trauerweiden. Hier liegen die Rosenfelser Ruderboote und das Elektroboot.
Garten
Nicht selten lässt Fräulein Doktor Horn die Mädchen im Garten arbeiten, nicht zuletzt, um Gästen zu imponieren. Es handelt sich hierbei um einen Nutzgarten, der auch die Rosenfelser Küche mit Gemüse und Kräutern versorgt.

### Wampoldsreuthe
(Alternative Schreibweise: Wampoldsreute (auflagenabhängig))
Hier finden sich: der Friseursalon von Karle Bächle, die Schreinerei von Schreinermeister Schrimpf, Campingplatz und Gasthaus von Bürgermeister Kress, ein Schreibwarenladen, ein Gemischtwarenladen, eine Metzgerei, ein Postamt, eine Tankstelle und eine Kirche mit angeschlossenem Friedhof.

### Neustadt
Hier wohnten die „Ritter“, bevor sie auf die Burg zogen. Es gibt hier die Zahnarzt-Praxis von Doktor Bender, Elektrobedarf Fischer, Elektrobedarf Schimmerding (dieses Geschäft gehört Ottokars Eltern), eine Bücherei, die Franz-Joseph-Schule, die Friedrich-Ebert-Schule, ein Museum und das Eiscafé Capri. Das Eiscafé hieß in früheren Auflagen Simoni und wurde so auch auf der ersten Hörspielplatte in den 1970er Jahren genannt. Warum der Name geändert wurde, ist nicht bekannt. Das Eiscafé gehört dem Vater von Ralph.

### Weitere Orte
Aus den Büchern gehen weitere Orte hervor: Pipplingen, Ringelbach-Kraftwerk, Drei Tannen (die Bushaltestelle nahe der Burg), Krumpingen und Hizlingen (als Zielorte für ritterliche Strafmärsche).

## Adaptionen

### Hörspiele
In den 1970er und 1980er Jahren wurde Burg Schreckenstein als Hörspiel vertont. 1978 veröffentlichte Europa fünf Folgen auf Schallplatte und Kompaktkassette, und in den 1980er Jahren versuchte sich Schneider Ton mit insgesamt sieben Kassetten.

### Hörbücher
Zwischen 2002 und 2005 produzierte der Hörverlag die ersten sechs Bände der Schreckenstein-Reihe als vollständige Hörbuch-Lesung der Neuauflagen, gelesen von Rufus Beck: Die Jungen von Burg Schreckenstein (2002), Auf Schreckenstein geht’s lustig zu (2002), Auf Schreckenstein gibt’s täglich Spaß (2002), Die Schreckensteiner auf der Flucht (2002), Das Rätsel von Burg Schreckenstein (2003) und Zwei Neue auf Burg Schreckenstein (2005).

### Spiel
Auch Computerspiele vor dem Schreckenstein-Hintergrund sind erschienen, spielen aber keine der Erzählungen aus den Bänden nach.

### Verfilmungen
Im Jahr 2015 begann die Arbeit an einer Verfilmung des Stoffes, die am 20. Oktober 2016 in die Kinos kam. Burg Schreckenstein 2 – Küssen (nicht) verboten folgte im Dezember 2017.

## Rezeption
Trotz des anhaltenden kommerziellen Erfolgs der Bücher, die auch die „Lieblingsserie unter den SchneiderBüchern“ des Verlegers darstellte, stieß das Werk nicht ausschließlich auf positive Resonanz. In der FAZ kritisiert Niklas Bender: „Im Vordergrund steht die Gemeinschaft, das Individuum und der Konfliktfall sind Ausnahmen, Abweichler nicht erwünscht.“
Anspielungen auf die Reihe finden sich auch im Buch Schundroman von Bodo Kirchhoff.

## Einzelbelege
1. ↑  Angela Stoll: Onkel Schneider wird Pop-Art-Kuenstler : Verleger Franz Schneider feiert seinen 75. Geburtstag mit einer Ausstellung. Associated Press Worldstream - German, 28. Februar 2000.
2. ↑  Niklas Bender: Abweichler unerwünscht : Rufus Beck gibt die ganze "Schreckenstein"-Schulklasse. In: Frankfurter Allgemeine Zeitung. Nr. 267, 16. November 2002, S. 38.
3. ↑  Andreas Platthaus: Zufälle gibt’s, die gibt’s nicht. In: FAZ.NET. 4. Juli 2002 (faz.net – Rezension).